# Parentia pukakiensis
Parentia pukakiensis är en tvåvingeart som beskrevs av Daniel J. Bickel 1991. Parentia pukakiensis ingår i släktet Parentia och familjen styltflugor. Inga underarter finns listade i Catalogue of Life.